# BePax
BePax is de Belgische Franstalige afdeling van de internationale katholieke vredesbeweging Pax Christi.

## Geschiedenis
In 1953 werd de Belgische Pax Christi-afdeling opgericht onder invloed van Les Equipes Populaires (de Waalse Katholieke Werklieden Bond (KWB). In 1972 werd de Vlaamse werkgroep een zelfstandige organisatie en scheurde Pax Christi Vlaanderen zich los van Pax Christi Wallonie-Bruxelles. In 2017 herdoopte de Franstalige tak zich tot BePax.

## Voorzitters
- 2005-2011: Philippe de Dorlodot
- 2011-: Camille Baise